# 3495 Colchagua
3495 Colchagua este un asteroid din centura principală, descoperit pe 2 iulie 1981 de Luis González.